# Gitte Schnell
Gitte Schnell (født i 1970) er en dansk forhenværende tv-vært og tv-producer og nuværende praktiserende psykoterapeut. Hun blev kendt da hun i 1998 medvirkede i den første sæson af realityprogrammet Robinson Ekspeditionen. Siden blev hun tv-vært på TV3 og lavede blandt andet Fangerne på Fortet sammen med Thomas Mygind. Derudover har hun været tv-producerassistent for bl.a. Viasat Sport, TV 2 Sport samt været med til at lave GO' Aften Danmark. Hun har været tv-reporter på en række dokumentarprogrammer om fitness.